# 代斯納河 (摩拉瓦河支流)
49°54′33″N 16°55′48″E / 49.90917°N 16.93000°E

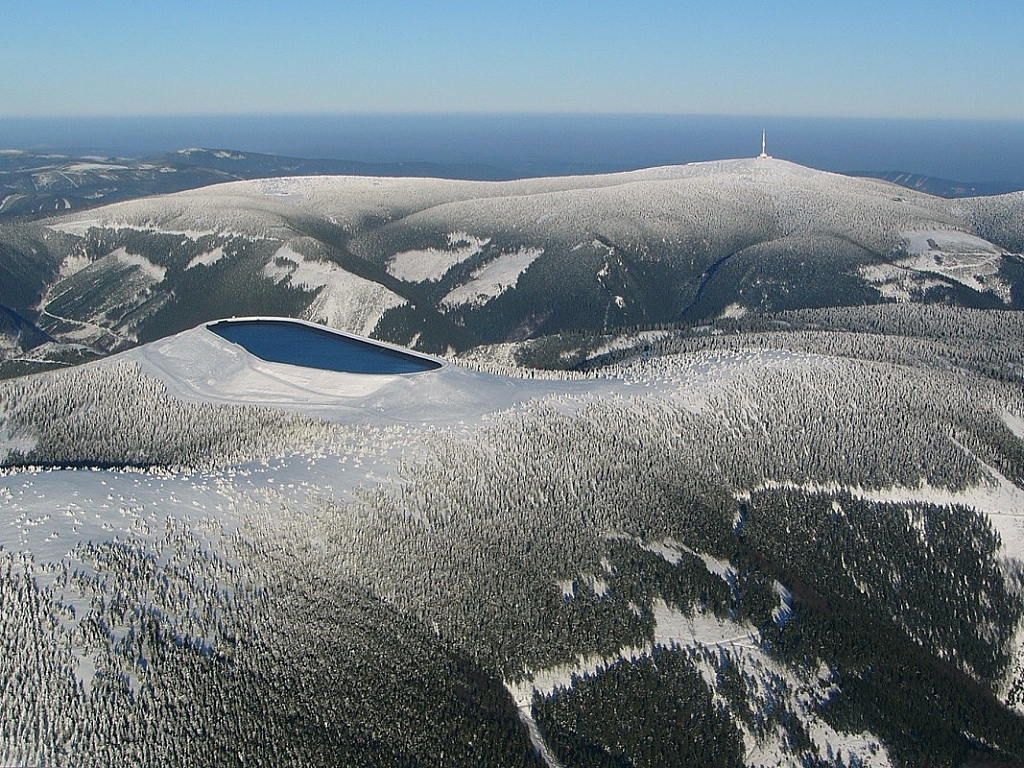

代斯納河（捷克語：Desná）是捷克的河流，位於該國東部奧洛穆茨州，處於順佩爾克縣，屬於摩拉瓦河的左支流，河道全長43公里，流域面積338平方公里。